# Бородастик золотолобий
Бородастик золотолобий (Psilopogon henricii) — вид дятлоподібних птахів родини бородастикових (Megalaimidae).

## Поширення
Вид поширений на Малайському півострові, на Суматрі і Калімантані. Населяє тропічні та субтропічні вологі широколисті ліси та гірський ліс.

## Спосіб життя
Харчується фруктами і комахами. Гніздовий сезон триває з лютого по серпень. Гніздо облаштовують у дуплі, яке спеціально видовбують у дереві. У кладці 2-3 яйця. Інкубація триває 14 днів. Пташенят годують двоє батьків.